# Тель-Атлас
36°00′ пн. ш. 1°00′ сх. д. / 36.000° пн. ш. 1.000° сх. д.
Тель-А́тлас (араб. الاطلس التلي‎) — загальна назва прибережних гірських хребтів Атласу.

## Етимологія
Назва походить від арабського тель — 'гора, пагорб' і назви гірської системи — 'Атлас'.

## Географія
Простягається на 1 500 км вздовж узбережжя Середземного моря Північної Африки від Марокко через Алжир до Тунісу. Тель-Атлас іде паралельно іншому хребту — Сахарському Атласу, з яким наближаються один до одного в східному напрямку, залишаючись окремими один від одного в Західному Алжирі і зливаючись в Східному Алжирі. Середня висота близько 1 500 м над рівнем моря (максимальна — 2 308 м в приморському хребті Джурджур — гора Лалла-Кредіджа). В осьовій частині Тель-Атласу найбільш висока центральна частина — масив Варсеніс (гора Сіді-Амар, 1 985 м). На заході чергуються середньовисотні масиви з куестовими рельєфами і великими міжгірськіми рівнинами; у східній частині переважає горбисто-грядовий рельєф. Тель-Атлас належить до зони альпійської складчастості, що супроводжувалася інтрузіями гранодіоритів, а також вулканічною діяльністю. Тель-Атлас є також місцем численних землетрусів.

## Рослинність
На північних схилах до висоти 800 м — чагарники маквісу, вище — ліси з коркового і кам'яного дуба і листопадних порід, до 1500 м — пояс алепської сосни, вище — ялівці, туя і кедровники.

## Міста
Кілька великих міст, таких як столиця Алжиру, Алжир, з приблизно 1 500 000 жителів (2005) і Оран з приблизно 770 000 мешканців (2005) лежать у підніжжя хребта. Алжирське місто Константина з близько 505 000 жителів (2005) знаходиться безпосередньо в горах на висоті 650 метрів над рівнем моря. Також там розташовані ще кілька невеликих міст та села.